# Apamea stagmatipennis
Apamea stagmatipennis är en fjärilsart som beskrevs av Dyar 1920. Apamea stagmatipennis ingår i släktet Apamea och familjen nattflyn. Inga underarter finns listade i Catalogue of Life.